# NHKワールド JAPAN
NHKワールド JAPAN（エヌエイチケイ ワールド ジャパン、英語: NHK WORLD-JAPAN）とは、日本放送協会（NHK）の行う国際放送、協会国際衛星放送及び外国向け番組配信の総称である。

## 概要
NHKは、放送法第20条第1項により、本来業務の一つとして国際放送および協会国際衛星放送を実施しており、その財源は受信料のみならず、日本国政府からの交付金にも拠る。
ラジオ放送（国際放送）は日本語の他に約20言語で放送、テレビジョン放送（協会国際衛星放送）は日本語放送と英語放送を中心に展開している。
2006年（平成18年）には、放送法第33条（当時）の「総務大臣がNHKに対して放送区域、放送事項、その他必要な事項を指定して国際放送を行うべきこと（中略）を命ずることができる」という法文が問題になった。11月10日に総務大臣菅義偉はNHK会長橋本元一に対し、NHKワールド・ラジオ日本において北朝鮮の日本人拉致被害者へ向けた放送をするよう命令がなされた。
これらは、NHKの独立性を損うとして、ジャーナリストや学者が反対の声を上げ、当のNHK自身も困惑しているという報道がされた。これに対し当時の日本国政府・自民党は、『命令』という言葉が問題であるとの見解から、放送法を改正し他の文言に見直すよう検討する考えを示した。2008年（平成20年）に命令は「要請」と改正され、2011年（平成23年）には放送法の全面改正により第65条に規定された。
2018年4月から、名称を「NHKワールド JAPAN」に変更した。

## NHKワールド・ラジオ日本
ラジオ放送。短波が受信できるラジオ受信機で受信可能。また、NHKワールドTV、NHKワールド・プレミアムのテレビ放送で使用されている海外衛星を用いたデジタルラジオ（衛星ラジオ）でも終日ノンスクランブルで放送を行っている。短波の場合、日本国内でも時間帯や周波数、地域によっては受信可能であるが、家電量販店で一般に売られている日経ラジオ社（ラジオNIKKEI、旧ラジオたんぱ）周波数のみ受信可能な短波チューナーを搭載したラジオでは受信不可であり、ソニー・パナソニックが市販している「国際ラジオ」や、海外メーカーの短波ラジオを入手する必要がある。
2025年現在は日本語と英語を中心に17言語で放送されている。2025年4月以降、すべての多言語ニュースは10分ヘ統一される。
テレビ国際放送への移行、衛星デジタルラジオの放送開始、インターネット普及により短波での放送は長期的に縮小傾向にある。在外日本人向けの日本語番組はニュース（日本時間の昼間の時間帯のみ）、海外安全情報、周波数案内と独自制作はごくわずかで残りのすべては日本国内向けのラジオ第1放送（一部、ラジオ第2放送)、FM放送で放送される番組の日本国内との同時放送や時差・再放送を行っている。
一部外国語（英語・中国語・朝鮮語・スペイン語・ポルトガル語）ニュースと、英語・中国語・朝鮮語の情報番組については、ラジオ第2放送で同時あるいは時差放送が行われている。
海外衛星放送受信装置でのチャンネル名では「Radio1&2」、「Radio3&4」、「Radio5」（Radio1は日本語放送。Radio2〜5は外国語放送）として表示されている。以前は放送時間の9割強がラジオ第1放送で占めていることにちなんでか「Radio 01」として表示されていた。また、それ以前には「Audio For Radio」として表示されていた。また、衛星放送のうちの「24時間英語ラジオ」では、アプリと同様に、NHKワールドTVの英語番組を同時に放送（平日20:55-21:00、土・日曜日の一部などはラジオ独自番組、原則金曜日の日本国際放送単独制作枠の時間帯は著作権の関係でフィラー音源に差し替え）されている。

## NHKワールドTV
テレビ放送で、PALとHD（日本時間2009年12月7日5時から。以下同）の方式で放送する。2009年12月6日JSTまで、日本国内の標準テレビジョン放送と同じ、NTSCもあった。
通信衛星インテルサット（旧パンナムサット）3機のトランスポンダを用いて放送しており、位置上エリア外となるアラスカ・カナダ・ロシア（大陸中央部）・スカンディナヴィア諸国・グリーンランド・北極圏などを除いた地球上の大半の地域で直接受信が可能である。ノンスクランブル放送（無料放送）であり、対応チューナーとパラボラアンテナで受信可能。主に日本国外在住の外国人を対象としている。
開局当初はNHK総合・BS1などを中心としたニュース・情報番組を中心に編成し、独自制作で英語によるニュースを放送していた。2009年2月2日から、英語放送・完全自主編成となっている。
これにより、在外邦人向けの国内向け番組の放送は英語放送化される一部番組を除き、NHKワールド・プレミアムに1本化された。これまでNHKワールドTVで放送されていた日本語によるニュース・情報番組についてはNHKワールド・プレミアムを一部ノンスクランブル放送化することで対応している。
かつてはNHKの国内向け・海外向けのテレビ・ラジオ放送の全チャンネルを通じて、スポーツ中継の放送が一切組まれていなかったが、2022年現在は大相撲本場所開催期間中に大相撲中継のハイライト番組『Grand Sumo Highlight』を制作し、一部の時間帯で放送している。
国内在留外国人からの要望が多いことから、2011年4月1日より、国内の一部ケーブルテレビ、また2013年10月からは「ひかりTV」 において再送信を開始した。また、パソコンでは2009年2月より（スマートフォンのiPhone向けには2010年2月より）インターネット配信もおこなわれており、海外、および、日本国内でも一部番組をストリーミング再生で視聴が可能になっている。
インターネットでは中国語のテレビ放送NHK華語視界を2019年1月に開始した。
2024年5月23日、総務省の有識者会議である公共放送ワーキンググループは海外の配信プラットフォーム事業者との競争などを背景として、コマーシャルメッセージ（広告）放送の導入に関する議論を開始した。NHKは民間放送と共同でインターネット配信のプラットフォームを作り、コンテンツの海外発信を強化するための費用に充てたいとしている。

## NHKワールド・プレミアム

### 概要
NHKワールド・プレミアム（略称：NHK WP）はケーブルテレビや衛星放送向けのテレビ番組の配信を行っているサービスの名称。番組の送出はNHK本体で行うが、運営はNHKワールドTVと同様、日本国際放送が担当している。2010年3月31日まではNHKグローバルメディアサービス（旧・NHK情報ネットワーク）が担当していた。
日本国内の標準テレビジョン放送と同じNTSCでなされ、主に海外に滞在している在外日本人と、海外旅行で現地を訪れている日本人向けに、日本国内向け放送のニュースや情報番組（国際放送独自制作の海外安全情報も含む）の他、日本国内向けの総合テレビ・教育テレビ・BS1・BSプレミアムで放送される、娯楽・ドラマ・スポーツ中継等の中から主な人気番組を、日本国内向けの総合テレビ・BSプレミアム並に混合した総合編成で配信する。英語放送となってしまった『NHKワールドTV』とは対照的に、国内向け放送番組の配信と言う性格上、24時間日本語の放送である（ただし、極一部で英語放送番組もあるが、日本語主音声の2か国語放送もしくは日本語字幕が付けられている）。
1998年（平成10年）の開始から10年近く、終日スクランブルがかけられ送信されていたが、2008年（平成20年）9月29日午前5時（日本標準時）の番組から主に、NHKニュース7（総理記者会見なども含む）・情報番組の時間帯を中心に、1日5時間程度がノンスクランブルとなっている。
スクランブル解除により、当該時間帯は直接受信により、市販の海外衛星チューナーで視聴が可能になる。そのときの番組編成や緊急報道などにより時間帯は異なるが、政治関連報道・緊急報道・日本国内外における地震で広範囲に津波の可能性がある情報など重大なニュースがあった場合はノンスクランブル時間帯が通常より増えることもある。逆に祝日や年末年始の特集番組などでニュースの放送時間が短縮される場合はノンスクランブル時間帯が通常よりも少なくなり、1日で1〜2時間程度になるときもある。スクランブル解除は決められた時間ではなく、番組単位で行うため、ノンスクランブル放送枠の終了時間が過ぎても番組が続いている場合はその番組が終了するまではスクランブル解除のまま放送を続け、途中で突然スクランブル配信に戻ることはない（ただし、一部例外もある）。逆に通常番組のスクランブル配信時に臨時ニュースが発生した場合は急遽ノンスクランブル放送に切り替わることはある。次番組にニュースがある場合はニュースが終了するまでノンスクランブルのまま放送される。スクランブル・ノンスクランブルの切り替えは基本的に次番組開始の3秒前に行うので、ノンスクランブル放送終了時には最後の数秒の部分で映像・音声が途切れることになる。時刻変更のときは番組終了と同時に切り替えになることも稀にある。ニュース・情報番組以外にも『NHKのど自慢』（初回放送のみ）などごく一部の娯楽番組もノンスクランブルで視聴可能となり、NHKワールドTVの「放送」同様、無料かつ特殊なチューナー無しで視聴できるようになった。これによって、NHKワールド・プレミアムの一部ノンスクランブル化は、特に日本語しか理解できない層にとっては、在外日本人向けテレビ国際放送の位置付けにもなっている。
これにより、サービス対象外の日本国内を含め、通常の衛星テレビチューナーによってNHKワールドTVを直接受信していた世帯でも、ノンスクランブル枠ではNHKワールド・プレミアムが視聴可能となった。
番組の内容については、日本国内では配信サービスの対象外となるため、ノンスクランブルで視聴可能な時間帯に直接受信する場合を除いて視聴は一切不可であるが、国内テレビ全波及び同時ネット配信を視聴可能ならば、ワールド・プレミアムまで視聴する意味は皆無で、主に首都圏のローカルニュースや地域情報番組および国際放送局独自制作番組（NHKワールドTVを含む）を補完視聴する目的として、また、地域によっては地域情報番組の関係で未放送または遅れ放送となる番組を補完視聴する目的として利用する程度である。なぜならワールド・プレミアムの番組内容は、先述のように国内向け放送である地上波（主として総合テレビジョン。一部、Eテレや一部番組のみであるが、ワンセグ2の番組もある）及びBS2波で放送されているものとほぼ同じだからである。それでも日本国内でワールド・プレミアムのノンスクランブル放送を受信して視聴している世帯ではかつての衛星第2テレビ（BS2）の難視聴対策放送があった時の名残がみられる（ノンスクランブル放送番組のほとんどが総合テレビと同時放送であるため）。
編成上異なるところは、首都圏のローカルニュースの一部や各地方放送局の地域情報番組の一部、日本語版のワールドウェザーの一部や独自の番組案内の一部が放送されないと言う程度である。2010年3月から2015年3月まで実施された、日本国内での地上デジタル放送難視聴対策および移行放送用としてBSでの地デジ難視対策衛星放送、2020年3月から同時ネット配信のNHKプラスによるNHK首都圏広域放送と比べれば、やはり、首都圏以外の各地方放送局の地域情報番組の一部、日本語版ワールドウェザーの一部、裏送り番組、そして独自の番組案内の一部が放送されないと言った程度である。また、音声も日本国内で行われているステレオ放送（5.1サラウンドも含む）や副音声解説放送のある番組でも海外に向けた放送・配信ではすべてモノラル音声となっており（音声多重はモノラル二重音声の二ヶ国語放送のみ）、日本国内で行われている字幕放送のある番組でも本チャンネルでは一切行っていない（NHKワールドTVも同様）。
当然スクランブル時間帯は、日本国内外を問わず、一般視聴者による直接受信による視聴は不可能。したがってこのスクランブルでの番組を視聴するには、日本国外に於いて配信契約しているCATVや衛星放送局に加入して視聴するか、あるいは配信契約し直接受信しているホテルや事業所などで視聴するかに限られる。もちろんスクランブル波を直接受信するにしても、一般の衛星テレビチューナーではなく、NHKワールド・プレミアムのスクランブルがデコード可能な特殊なチューナーが必要である。なお、当該チューナーはNHKワールドTVやNHKワールド・ラジオ日本の衛星ラジオも含め、他の多くの海外衛星放送も受信可能なものとなる。
なお、北米ではNHKコスモメディアアメリカがテレビジャパン、ヨーロッパではJapan Satellite TV（Europe） Ltd.がJSTVとしてそれぞれワールドTV及びワールド・プレミアムに一部民放の番組を併せた番組を放送している。
NHKワールド・プレミアムが開局する前までは、海外のCATV・衛星放送局では、NHKBS1、BS2を再送信していた（これは後述するとおり、放映権の観点から問題があった）。
日本国内で流れる「NHKニュース速報」や「NHK地震情報」などといった速報テロップは一切表示していないが臨時ニュースがあった場合は随時放送している。緊急地震速報についても日本国内で運用開始した2007年10月以降も海外向けの放送ではテロップ表示はしない。ただし、国内向け放送のニュース番組を同時放送しているときに緊急地震速報が発生した場合はスタジオのキャスターがそのまま内容を伝える場合がある。また、NHKワールドTVでは英語字幕のティッカー表示で伝える場合もある（通常の英語字幕のティッカー表示の背景色は青だが、緊急時は背景色が赤に変わる）。
日本国内で震度5強以上の地震が発生した場合、津波警報・津波注意報が発令された場合はNHKワールド・プレミアムでは国内向け放送の全チャンネルとともに通常番組を中断し、日本国内と同時に地震関連・津波関連のニュースが放送される。なお、日本国内向けの放送で出される津波警報、津波注意報の発表範囲の地図テロップはNHKワールドでは一切表示されていない。また、海外でも津波の可能性がある地震が発生した場合、国際放送専用スタジオから臨時ニュースを放送することがある（日本への津波の影響がない場合、日本国内は簡単な内容で済ませることが多い）。なお、NHKワールドTVでは日本国内で震度5強以上の地震が発生した場合でも英語字幕のティッカー表示程度にして通常放送が続けられる。以前は国内向け放送のニュースを別番組に差し替える場合もあった。

### ニュース
総合テレビの定時ニュース、『NHKニュース おはよう日本』、『列島ニュース』、『NHKニュース7』、『ニュースウオッチ9』、『サタデーウオッチ9』、『週刊まるわかりニュース』とBS1の『NHK BSニュース』などを、原則として日本国内と日本標準時で同時放送している。そのほか、BS1の『国際報道20××』なども同日時差放送を行っている。同時・時差放送は総合テレビがメインで、BS1のニュース番組では日本時間の深夜時間帯や編成の都合上、総合テレビの同時放送・時差放送が行えないときに放送される（国際放送単独制作の日本語ニュースはテレビはなく、ラジオのみとなっている）。これまでは終日スクランブル配信となっていたが、2008年9月29日より総合テレビのニュース・情報番組が一部番組（主に放送時間が5〜10分の短時間のものなど）を除き、ノンスクランブルで視聴できるようになっている。なお、スクランブル配信の時間帯でも放送時間帯が大幅に拡大するなど、通常放送時間外でも災害・地震・政局・皇室関連で特設ニュースがあった場合は通常番組の途中であっても臨時にノンスクランブル放送が行われる。これは通常スクランブル配信となっているニュース番組に限らず、時差放送が多くなるオリンピック期間中であっても適用される。
例
- 日本国内で広範囲に発生した大規模地震、大雨・台風などの災害（ただし、大雨・台風関連は特設ニュースが組まれてもノンスクランブル放送を行わない場合がある）、津波注意報・津波警報・大津波警報（太平洋・インド洋などでM7.6以上の地震発生で広範囲に津波の可能性がある場合も含まれる[注釈 25]）、総理や東京都知事などの記者会見、国会中継（総理大臣の演説、党首討論など）、内閣総理大臣指名選挙、選挙開票速報、自由民主党総裁選挙、民主党代表選挙など
- このほか臨時にノンスクランブル放送を行った主な事例
  - アメリカ大統領選挙
  - 2008年11月28日に放送された特設ニュース「インド同時テロ 日本人脱出」
  - 2009年1月21日未明に放送されたアメリカの「バラク・オバマ大統領就任式」
  - 2009年4月5日に放送された「北朝鮮 飛翔体発射の模様」（通常番組のスクランブル放送から急遽番組途中での臨時ニュース開始と同時にノンスクランブルに切り替えた）。
  - 2009年5月11日に放送された「民主党 小沢代表の辞任表明」（記者会見の模様）
  - 2009年5月15日に放送された「民主党代表候補公開討論会」（日本記者クラブからの中継）
  - 2010年10月4日に放送された「民主党 小沢元代表が強制起訴へ 検察審査会の議決」（このときは番組編成の都合上、総合テレビの同時放送ではなく、BS1の同時放送で15:50からの『NHK BSニュース』をノンスクランブル放送にした上で伝えられた）
  - 2011年6月2日に放送された「菅内閣不信任決議案」の採決（衆議院本会議場からの中継。不信任案に賛成の表明をした一部の民主党議員がおり、可決・否決が微妙な情勢になってきたため）
  - 2011年12月19日に放送された「北朝鮮 キム・ジョンイル総書記 死去」（13時台のニュースを通常の5分から30分に時間を拡大した。第一報が入ったのは「正午のニュース」放送時だった）
  - 2012年5月15日に放送された「沖縄復帰40周年記念式典」（大相撲中継内の中断ニュースを16:00から27分間放送）など。
- 2010年度の年末では年内最後のニュース（NHK紅白歌合戦内の中断ニュース）と2011年の年明けの最初のニュースもノンスクランブル放送が行われた。

国内放送の編成に合わせて放送しているため、時差放送や別番組差し替えになるなど放送時間の変更などによる対応はその時々の判断に委ねることが多い。
特にオリンピックやFIFAワールドカップ期間中は、放送権の都合で、競技映像が多く入っている部分などが放送できないため、放送内容の差し替えが多発する。競技のニュース素材がそのまま放送されると他国の独占放送権を持つ放送局などへの侵害にもつながるため、国際放送での放送が禁じられている。この際、通常はお断り画面（蓋かぶせ）を表示する。お断り画面の表示は、一部の海外のスポーツニュース・映画の話題・その他NHK以外の権利者から提供を受けた素材が放送される度に行われるため、ほとんどの定時ニュースでその部分をカットした上での時差放送（余った時間はフィラー映像で空白時間を穴埋めする）となり、NHKワールド独自でオリンピックハイライトが放送される（テロップや映像CGフォーマットは国内放送と同じ。担当者は日本国内向けに放送される東京のスタジオキャスターあるいは国内向け放送とは別のアナウンサーや外部起用の契約キャスターが務める）。この独自放送の放送時間は5〜10分間となっており（ただしちょうどの時間に終わることはなく、残った時間はフィラー映像で穴埋めされる）、ここでは日本人選手の結果と今後の競技日程を中心に伝えている。また、競技映像がIOCが定めた一定時間の条件付きで放送される。2006年トリノ大会まではワールドTV、ワールド・プレミアムの双方で放送していたが、2008年北京大会以降はワールド・プレミアムのみでの放送となる（2010年バンクーバー大会以降のハイライトはすべての時間帯がノンスクランブル放送となった）。パラリンピックでも放送権上の制約はあるものの競技のニュース素材の国内同時放送は可能（一定時間の条件付き）。
2010FIFAワールドカップについては『NHKニュース おはよう日本』のみ開催期間のうち6月11日〜30日までは1時間遅れの時差放送（ただし、平日は5時台と6時台。土曜日は6時台のみの放送で7時台は全面休止。日曜日は番組自体全面休止）。他の番組では主に日本代表が出場する試合の当日と翌日の一部番組が時差放送または全面休止となるほかは通常通り国内同時放送を行い、放送できない部分は蓋かぶせで対応をとる（日本代表が出場する試合については一定時間の条件付で試合映像がそのまま放送される）。
まれではあるが、オリンピックやFIFAワールドカップ期間中以外でも特集番組など編成上の関係で数分〜十数分遅れの時差放送となる場合もある。
過去にはNHK文字ニュース（日本語・英語 地上アナログ放送の文字多重放送で行われているものと同一内容でBGMを付加。2007年度いっぱいで事実上終了。2008年度に入ってからは1度も放送されていない）も放送されていた。また、2009年3月までは国際放送独自制作によるテレビ版の海外安全情報も放送していた（現在は静止画像にラジオ放送の音源を加えた形で放送されている）。

### かぶせ放送
ワールド・プレミアムやテレビジャパン(現Jme)・JSTVでは、日本国内の番組を国際放送で放送する際、NHK以外の放送機関（民放など）・権利団体から提供を受けた放送権・肖像権などの条件をクリアしていない映像が特別な許可を受けない限りそのまま放送されると他国の放送機関などへの侵害にも繋がる可能性があるため、NHKの判断で放送しない措置（かぶせ放送）が講じられる。これはスポーツに限らず、文化・宗教・政治的な理由などで海外向けの放送に相応しくない内容がある場合でもかぶせ放送が行われることがある。NHKワールドTVでは完全独自編成となっており、海外での放送を前提に映像を使用するようになっているのでごく一部の国内向け放送番組の時差放送を除き「かぶせ放送」はない。NHKの国内放送（地上波・BS）に関しては同一法人で事業を行っているため、「かぶせ放送」はないが、2020年3月以降の地上波インターネット常時同時・見逃し配信サービスの「NHKプラス」では、配信に関する権利が確保出来ていない映像については「かぶせ放送」を行っている。
しかしながら、ノンスクランブル状態で送信されているBSアナログ放送を海外で受信すれば、NHKワールド・プレミアム等でかぶせ放送により見られない映像もそのまま見られるため、BSアナログが受信できた東アジアでは、無意味なものとなっていた。
日本の近隣諸国でBSアナログ放送を受信しているホテルや個人世帯は多く、BSアナログ放送を受信するための受信機も販売されていた。韓国の新聞のテレビ欄では、NHKワールド・プレミアムとともに、BS1とBSプレミアムの番組表も掲載されていた。しかし、BSアナログ放送は2011年7月24日に終了しており、BSデジタル放送でも、日本国外へのスピルオーバーが制限されている上、視聴の際に必要なB-CASカードも、ビーエス・コンディショナルアクセスシステムズ使用許諾約款の第8条・第3項の規定により、日本国外への持ち出しが一切禁止されている。
しかしながら、アナログ放送が終了してからも、NHK BS1とNHK BSプレミアムを受信しているホテルや個人は、近隣諸国を中心に多数存在しており、北朝鮮に渡ったよど号グループも視聴している。大韓民国では、韓国放送公社など韓国のテレビニュースではなく、日本のNHK-BSで放送されている英語ニュースで情報を入手している視聴者もいるという。なお、海外でのNHK-BSの受信についてNHKは「想定していない」としている。
中華人民共和国では、2010年に中国国内でのノーベル平和賞授与決定のニュースを放映中に、中国当局によるかぶせ放送が行われた。これにより、画面が真っ暗な状態が数秒間続いたほか、2014年の六四天安門事件25周年関連の放送も遮断されており、中国共産党にとって不利な放送と判断された場合は、予告無しに遮断される。2020年に入ってからは、従来の画面が真っ暗な状態から、カラーバーと「NO　SIGNAL　PLEASE　STAND　BY　信号異常　馬上回来（すぐ戻ります）」の文字に切り替わり、電波異常を装って、より手段が巧妙になったと指摘されている。

#### お断り画面
国内と同時放送のニュースや一般番組（日本語放送の番組）は内容によって「放送権の都合によりご覧いただけません（Due to copyright reasons the visual images cannot be seen.）」、2009年4月以降は「放送権上の制約のため海外ではご覧いただけません ご了承ください（Images are not available to NHK WORLD due to the restrictions on broadcasting rights.）」という「お断り画面」が表示される（音声部分はそのまま放送されるが、場合によっては音声も放送されないこともある）。
静止画（共通的な静止画では絵画のイラスト〜1本の木の風景、蒸気機関車牽引の客車列車の走行風景、フクロウのいる自然風景など）は以前はその季節に合わせたものを使用していたが、現在は16:9サイズで作成したNHKワールドオリジナルデザインのものを使用している（16:9レターボックス放送時は16:9サイズで表示。NHKワールドオリジナルデザインにはNHKワールドのステーションカラーを用いた一般用、野球場の全景を用いた野球用、サッカーの競技の一部を用いたサッカー用などがある）。時には選手や俳優など人物の静止画像（写真撮影）や、サッカーに関係した内容ではサッカー関係の静止画が入るなどその放送内容にあわせた静止画 が入る場合もあり、おことわり画面の種類は多数ある（静止画像でも不可あるいは存在しない場合はNHKワールドオリジナルデザインの物を使用）。人物の氏名や施設名の字幕スーパーも静止画像に挿入することがあるが、表示されないケースがほとんどである。なお、人物の静止画像挿入は2007年2月初旬頃までは断り書きが全くなく、静止画像のみの表示になっていたが、それ以降は画面下に「放送権上の制約のため海外ではご覧いただけません ご了承ください（Images are not available to NHK WORLD due to the restrictions on broadcasting rights.）」という文字を加えて人物の静止画像を挿入している（但し、現在でも断り書きがない状態で表示することもある）。差し替え画面の切り替えは局側の判断に委ねられている。現在はNHKワールドオリジナルデザインをはじめとする絵画のイラストよりも人物の静止画に差し替えることが比較的に多い。この対応はVTR中の全画面であってもスタジオ内のスクリーンに映し出される映像に子画面もしくは合成画面で放送できない映像がある場合であっても原則差し替えとなる（差し替えない場合もある）。まれに国内向け放送が静止画で表示されているにもかかわらず、差し替えとなるケースもある。
放送できない時間が数分に及ぶ場合は静止画の蓋かぶせの代わりに、映像散歩の一部（主に自然・紀行もの）を使用したフィラー映像をその該当項目が終わるまで差し替えられ、その上で「放送権の都合によりご覧いただけません（Due to copyright reasons the visual images cannot be seen.）」または「放送権の制約上、ご覧いただけません」というテロップを表示している（音声は短時間ならそのまま流れるが、数分に及ぶ場合はBGMに差し替えられる）が、さらに時間が長ければ海外安全情報もあわせて放送される場合もある。かつてはNHKワールド独自のフィラー映像にウェブサイトのURI表示があった。

#### 時差放送
オリンピックやFIFAワールドカップは権利映像が多く含まれていて、カットする部分が多く、国際放送ではこれらの競技映像のニュース素材がそのまま放送されると他国の独占放送権を持っている放送機関などへ侵害にも繋がるためこれらの競技映像のニュース素材の放送が一切行えない（おことわり画面に差し替える理由はほとんどがこのケースとなっている）。そのため、オリンピック期間中はほとんどのニュース番組で同時放送は行われず、日本国内での放送から30分〜2時間遅れでの時差放送となり、本来の同時放送枠はNHKワールド単独で時差放送を行う上、NHKワールド独自で5分間（かつては10分だった時期もあった）のオリンピック関連の情報を放送する（その中でIOC定めた一定時間内の条件付で競技映像の放送が認められている）。一方、FIFAワールドカップ期間中は日本代表が出場する試合の前日と当日の一部番組で時差放送があるほかは通常通り国内同時放送を行う。ただしオリンピックやFIFAワールドカップ期間中でも関連のニュースを扱わない場合や災害などの重大なニュースが発生した場合は国内同時放送となる。なお、アジア競技大会に関しては放送権の問題に支障がないため競技映像のニュース素材は一定期間の条件付でそのまま放送されるが、一定期間を過ぎた内容、または過去の競技映像はすべてお断り画面を表示している。パラリンピックに関しては放送権上の制約はあるものの、一定期間の条件付ではあるが競技映像の国内同時放送は可能となっている。
時差放送では部分的にカットして放送されるため、お断り画面などは表示されない。ただし、一部の時差放送番組ではカットせず、撮って出しの形式で放送されるため、お断り画面が表示されることがある。国際放送独自番組（主に英語ニュース番組）では放送できない映像は元から一切使用しないため、お断り画面は一切出していない。
一方、NHKワールド・ラジオ日本のニュースはオリンピック期間中であってもラジオ第1放送単独の中継およびジャパンコンソーシアムによるテレビ中継の実況音源も含めて一切差し替えなしでそのまま同時放送される。

### メンテナンス
- NHKワールドTV 、NHKワールド・プレミアムのテレビ放送は、日本標準時午前5時基点の完全24時間放送であるが、基本的に年数回、日本標準時で月曜日の0:10〜5:00までの間、後述のNHKワールド・ラジオ日本の衛星ラジオを含め、3波で一括して放送設備の点検整備を行なうため放送・配信は休止される（2006年12月4日は2:00〜6:00の間、休止された。2007年は日本時間で6月11日月曜日の1:00〜5:00に日本国内向けのBSアナログ・デジタル放送とともに放送・配信休止となった。12月3日の1:00〜5:00にも放送・配信が休止された。2008年6月30日は0:00〜5:00の間休止された。2008年9月8日も0:00〜5:00の間、放送・配信休止となった）。NHKワールド・ラジオ日本は番組の送出自体は24時間行われるものの、短波では放送される周波数は時間帯により変わっている（国際協定のため）。一方、衛星ラジオでは上記のメンテナンス時期以外、完全24時間放送となっている（日本語放送のみ。それ以外の言語はインターバルシグナルを挟んでの放送となっている）。
- NHKワールドTV 、NHKワールド・プレミアムの放送休止時のアナウンスはオルゴールの音楽に載せて、日本語と英語の順番に「このあと、番組の放送・配信を休止します。再開は日本時間の午前5時です」という旨の告知アナウンスを流す。告知のアナウンス担当は国際放送局の女性アナウンサーが日本語・英語を両方担当。ラジオ国際放送では短波・衛星ラジオとも一括して送出している関係上、特に休止のアナウンスは放送されていない。
- 放送・配信休止中は「ただいま放送設備の保守・整備のため番組の放送・配信を休止しています。日本時間午前5時から放送・配信を再開します」という旨の日本語・英語での断り書きを一面表示している。
- カラーバーはHD用や通常のアナログSD放送用とは異なり、上から2段目の列が動く。「NHK-WORLD CS-600 （日付）2007.6.11（MON）」を表示（現在はアナログSD放送用と同じ）。テストトーンも流す。

### サイマル配信
NHKは2020年9月に発表した「NHKインターネット活用業務実施基準」の改定案において、本放送の常時同時配信・見逃し番組配信サービスを2021年度から開始する方針であることを明らかにした。主にノンスクランブルで視聴できるようになっているニュース・情報番組の一部をNHKワールドJAPANのサイト上において配信する。このサービスは2021年4月19日から開始し、開始時点では『NHKニュース7』と『NHKニュースおはよう日本』、同年9月27日から『列島ニュース』と『クローズアップ現代+』、2022年4月4日から『NHKニュースおはよう日本』・正午の『NHKニュース』・『クローズアップ現代』・『ニュースウォッチ9』・『日曜討論』・『さわやか自然百景』・『小さな旅』、2023年4月3日から『首都圏ニュース845』と『サタデーウオッチ9』、2024年4月からは『時論公論』・『NHKニュース』・『国際報道2024』の同時配信と見逃し配信をそれぞれ行っている。なお、日本国内においては既に類似サービスであるNHKプラスが行われていることや受信料制度との整合性の観点から提供対象地域を日本国外に限定している。

### その他
- NHKワールド・プレミアムではこのあとの番組案内はすべて日本語。開始時刻は日本時間のみで表示している（画面上は「NHK WORLD PREMIUM このあとの番組」と表示）。2009年3月30日よりNHKワールドTVと同じフォーマットとなった（2012年4月にNHKワールド・プレミアムのみフォーマットが変更され、富士山の日の出をシルエットした形で「ひととき、日本へ。」というキャッチコピーがつけられている）。また、極稀ではあるが、日本国内向けに放送されている番組案内スポットを流すことがある（主に国内向け総合テレビと同時放送される番組）。ただし、「総合」の文字は映像処理で伏せている（伏せない場合もある）が、「（都道府県名）は別番組」の文字は伏せていない。放送時間のテロップは日本国内と同じ時間となる場合は映像処理をせずにそのまま入るが、日本国内と時間が異なる場合は海外向けにおける放送時間（日本時間表記）に差し替えて表示される（放送時間テロップ差し替えであっても音声は編集加工せずに日本国内の放送時間のままでアナウンスされる）。
- 2012年4月以降は翌日および来週の番組の案内（2分間のスポット。ロンドンオリンピックの開催1週間前と開催期間中の案内は最後の30秒間をニュース番組の放送・配信時間変更の案内があったため1分半に短縮）の際、画面左上の枠に国内向け放送の番組案内スポット（映像は総合テレビ・Eテレ・BS1・BSプレミアムの番組案内スポットをそのまま使用）の映像を映し出し、画面右端にワールド・プレミアムにおける放送時刻（初回放送・再放送）が表示されている（L字型画面に似せたパターンである）。国内向け放送の番組案内スポットは冒頭または末尾の5秒間のキャッチコピー部分[注釈 38]をカットする以外は映像・音声とも差し替えなしでそのまま国際放送向けに編集して放送される。したがって放送時間は日本国内における時間帯がそのままアナウンスされるため、海外での放送時間は画面右上に表示されているスーパーで確認することがとても大事である。
- 2009年12月にNHKワールド・プレミアムのNTSC形式のSD放送は画質が向上した（NHKワールドTVでは16:9フルサイズのハイビジョン放送開始）。現時点ではハイビジョン放送は行われていないものの、番組はごく一部を除きすべてハイビジョン規格で制作されている。チャンネル自体も送出前の映像はハイビジョンであるため、送出時にNTSC標準画質に変換している。ただ、NHKワールド・プレミアムの米国および韓国向け放送をハイビジョンで送出できるよう設備の改修に着手したことから開始時期は未定ではあるものの、NHKワールド・プレミアムでも近い将来ハイビジョン放送が実施される予定である[25]。実現するとNHKの国内向け・海外向けのテレビ放送全チャンネルでハイビジョン化されることになる。
- NHKワールド・プレミアムのSD画質によるテレビ放送の映像比率は国内のアナログ放送と同様4:3で放送されている（番組によっては16:9、14:9レターボックスもある）。ハイビジョン制作の番組も標準画質にダウンコンバートされ原則として4:3の映像部分をクリップ（16:9映像のサイドカット）して放送されている。国内放送に準じてサイズ変更を実施ている。
  - 2010年3月29日 - 国内のアナログ放送で16:9レターボックス放送する番組はワールド・プレミアムでも原則として16:9レターボックス放送。
  - 2010年7月5日 - サイドカットでの放送を継続する一部の国際放送独自制作番組[注釈 39]と過去に4:3サイズで制作された番組（『クインテット』など）を除く全番組（日本国内向け放送番組）が16:9レターボックス放送。これは日本国内でテレビ放送の完全デジタル化を控え、アナログ放送では全番組で16:9レターボックス放送が行われるため、これに追随する形での対応（2011年7月24日（岩手・宮城・福島各県以外の地域）および2012年3月31日（岩手・宮城・福島各県の地域）の日本国内におけるテレビ放送のアナログ放送終了・完全デジタル化された後も16:9レターボックス放送はそのまま継続）。
- 画面左上にある三つのたまご付きのNHKロゴのチャンネルロゴ表示は16:9レターボックスと4:3フルサイズで表示位置が異なる。16:9レターボックスでは中央寄りに表示されている。そのため4:3サイズでは16:9映像を拡大する形となっている。
- テレビ放送の受信の際、SD放送では日本国内の地上アナログ放送（小笠原諸島を除く関東地方の送信所での受信の場合）とは約1.5秒でBSアナログ放送とは約1秒のタイムラグがあり、日本国内の地上デジタル放送、BSデジタル放送よりもタイムラグの発生時間は少ない。ハイビジョン放送では地上アナログ放送に比べて2.5秒、BSアナログ放送に比べて2秒、BSデジタル放送に比べて0.5秒、NHKワールドのSD画質によるテレビ放送に比べても1.5秒のタイムラグがある。
- 国内向けのテレビ放送とは異なり、番組と番組の境目には一旦黒画面にするフェードインアウト挿入がある（ごく稀にない場合もある）。
- 衛星受信では毎年、春分と秋分の前後の時期には映像・音声が最大で15分程度乱れたり全く受信できなくなる太陽雑音という現象が起きる[注釈 40]これは太陽からの電磁波が混入して起きる現象である。

## 受信方法
NHKワールドTV、NHKワールド・プレミアムは、海外向けの放送であるため日本国内での受信は想定されず、日本国内では受信対象外になっている。NHKワールドTVの公式サイトでは、日本における受信方法は掲載せず、日本語ページで「日本国内でNHKを見たい-」のボタンには「NHKオンライン」トップページ（https://www.nhk.or.jp/）へのリンクが講じられている。それでも日本国内に電波は届いているため、視聴は可能である。2つのテレビとNHKワールド・ラジオ日本（デジタルラジオ）の受信方法は共通であり、以下に記す「衛星放送からの直接受信」である。
通信衛星放送受信用のデジタルチューナー（DVB-S方式。ハイビジョン放送を受信するときはハイビジョン方式に対応したチューナー）とCバンドに対応した直径2m〜6m程度の大型パラボラアンテナ・LNB（ローノイズブロックコンバーター）が必要。通信衛星インテルサット（旧パンナムサット）を用いているため、放送波（Cバンド）が、日本における衛星放送・110度CSデジタル放送（放送衛星）、スカパー!（JSAT等の通信衛星、Kuバンドを利用）とは全く異なる。日本で受信する場合、海外メーカー製品を専門業者を通じて入手することとなる。
チューナーとアンテナのセッティングが完了すれば、日本での衛星放送と同様にチューナーをテレビのRCA端子に接続することで視聴が可能となる。
NHKワールド・ラジオ日本（短波放送）と比べ、家電量販店では売られていない特殊な機材を要するので初期投資が高い。また、日本国外でも受信している世帯は他の海外放送局に比べても少ない。
なお、NHKワールドTVに関しては在日外国人や訪日外国人への情報提供の観点から、日本の一部ケーブルテレビ局やインターネットにて同チャンネルの再送信やサイマル配信を行っている（後述）。
NHKと受信契約を結んでいる日本国外のケーブルテレビ局では、北米向けには「Jme」、それ以外には「NHKワールド・プレミアム」を通して、日本国内向け番組の同時配信（一部時差録画）が実施されている。

### NHKワールドTV
総務省はNHKワールドTVを日本国内でも視聴出来るように、放送法の一部改正を検討していることが2010年（平成22年）1月に明らかになった。これが実現すれば、日本国内でも公式にNHKワールドTVを受信・視聴出来るようになるほか、主に外国人加入者の多いケーブルテレビ局がNHKワールドTVを再送信することも可能となる。実際に、2009年（平成21年）2月のNHKワールドTVの完全英語放送開始時には、日本国内の多数の視聴者や駐日大使館からも問い合わせあり、NHKでも日本国内での公式受信や視聴を望んでいたことでもあったため、2010年（平成22年）1月の定例会長記者会見（1月7日）の中で法改正検討を歓迎する旨のコメントを発表している。
2011年（平成23年）3月11日の東日本大震災を受け、在日外国人に向けた被災情報を提供することを目的として、臨時に一部のケーブルテレビ局を通して配信を行ったが、同年4月1日より、研究学園都市コミュニティケーブルサービスにおいて正式に再送信を開始し、以降、一部のケーブルテレビ局（JCOM等）及びひかりTVにおいて、再送信を行っている。また、日本国内のホテルや旅館でも本チャンネルの再送信を行っている宿泊施設もある。
2015年10月からはAmazon Fire TVやApple TV、2019年1月からはRoku、2024年3月からはAndroid TVといったテレビ接続型デバイス（スマートテレビを含む）や、スマートフォンでも専用アプリを通して、NHKワールドTV（ストリーミング配信）の視聴が出来るようになった。また、Chromecastにも対応していることをGoogleが公表している。
2022年3月からはニュース番組に限り、YouTubeでのライブ配信も開始している。
ただし、日本国内でテレビを視聴する世帯について国内地上波、あるいは衛星放送（BS）の受信契約が必要であることは言うまでもないが、もともと海外向けのテレビ国際放送は、日本での受信を想定せず、受信料も想定していないため、日本国内でNHKワールドTVおよびNHKワールド・プレミアムのノンスクランブル放送を視聴することを理由とした、追加分の受信料は発生しない。つまり日本国内では、NHKワールドTVおよびNHKワールド・プレミアムのノンスクランブル放送を受信していても、地上契約・衛星契約・特別契約といった、現行の受信料額の支払いのまま変わらない。
チャンネルスキャンの際、「1080/60 i English」（主音声）、「625 English」（主音声）、「1080/60 i Japanese」（副音声）、「625 Japanese」（副音声）と表示されていればNHKワールドTVが受信できていることになる（「1080/60 i」はHD方式。「625」はPAL方式での伝送）。以前は「NTSC Japanese」（主音声）、「PAL Japanese」（主音声）、「NTSC English」（副音声）、「PAL English」（副音声）が表示されていた。
NHKスタジオパーク内のNHKワールド紹介のコーナーにて、本放送の様子を視ることができる。そのほか、成田国際空港の制限区域内や東京国際空港国際線出発フロアのモニターでも、NHKワールドTVの受信映像を公開している。2019年5月10日より同年11月まで、JR京都駅はるか号発着ホームに設置されているモニターでNHKワールドJAPANの放映を行った。
2024年1月、総務省にて行われた有識者会議「公共放送ワーキンググループ」において、国際放送（NHKワールド JAPAN）及びラジオ（ラジオ第1・ラジオ第2・FM）のネット配信についても地上波（NHKプラス）と同様に必須業務化とする方向で検討されていることが報じられた。その後、同年5月17日に国際放送及びラジオのネット配信の必須業務化を盛り込んだ改正放送法が第213回国会において可決・成立し、同月24日に公布された。
2025年10月1日以降は放送法によるインターネット配信の必須業務化により、NHKワールドにて放送されるテレビ・ラジオ番組を同時及び見逃し・聴き逃し配信として提供する。なお、日本国内におけるNHKのインターネットサービスは同日から「NHK ONE」として提供されるが、NHKワールドのインターネットサービスは引き続き「NHK WORLD-JAPAN」の名称で提供する。

### NHKワールド・プレミアム
韓国や台湾や中国ではケーブルテレビ、CS衛星放送、インターネットテレビでも放送されており、これに補完されるように日本の民放の番組を放送しているチャンネルが別に存在する。韓国や台湾において、NHKワールド・プレミアムの視聴が可能となっているテレビを備えた宿泊施設が非常に多くなっている。これは、当該地域においてNHKのアナログBS放送を受信していた時の名残である。

## ステーションID
- NHKワールドのステーションID映像は2008年度まで水面をイメージしたものが使われていた（通常は4:3映像で放送されるが、実際の収録は画角16:9、音声はステレオモードで収録。ただし、16:9の映像およびステレオ音声で放送されるのは日本国内向け放送のみ）。現在は右に地球、左に放物線上の点が下に向いて動いている（途中部分には点が太く見える。色はワールドTVは赤、ワールド・プレミアムは白となっている）映像が流れている。なお、NHKワールド・プレミアムは2010年10月4日以降、この後の番組案内で流れるステーションID映像がこれまでの4:3から16:9レターボックスに変更された。
- NHKワールド（テレビ放送）のこのあとの番組案内の映像フォーマットは2009年2月1日まではワールドTV・プレミアムとも同じであった。その後、フォーマットはNHKワールド・プレミアムのみで2009年3月29日まで流れていた。
- NHKワールドTVでは2008年9月29日から2009年2月1日まで、このあとの番組案内はすべて英語表示となり、開始時刻がこれまでの東京（日本）だけでなく、ロンドン、ニューヨークの現地時間での開始時刻も表示されていた。それ以前は2007年3月まで日本語の後に英語で表示。2007年4月から2008年9月28日までは英語の後に日本語で表示していた（画面上は「NHK WORLD COMING UP」と表示）。この体裁はのちに、番組間のステーションブレイクの時間帯（特に「NEWSLINE biz」「NEWSLINE in Depth」の終了後や、毎時30分〈土・日10分〉以後のエンターテインメント番組終了後）に、翌日（金・土曜日は週末）の番組案内スポットで表記されている。